# James Earl Ray
Pour les articles homonymes, voir Ray.
James Earl Ray (né à Alton dans l'Illinois, le 10 mars 1928 et mort à Nashville, le 23 avril 1998) est un criminel américain, condamné à 99 ans de prison pour avoir assassiné le 4 avril 1968, à Memphis dans le Tennessee, le pasteur Martin Luther King, lauréat du prix Nobel de la paix en 1964.

## Biographie

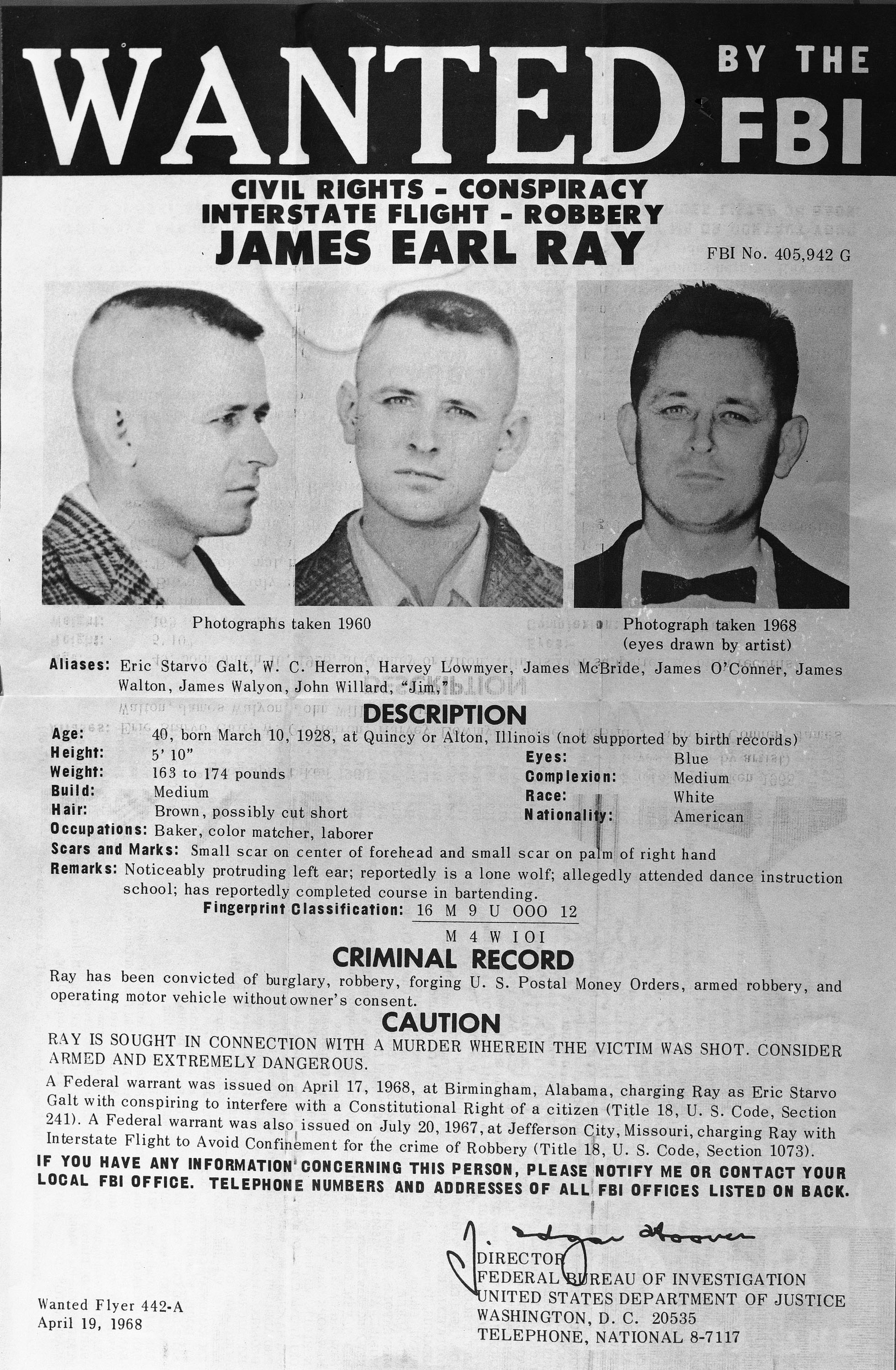
Avis de recherche du FBI pour James Earl Ray.

James Earl Ray, né de parents américains, était un franc-tireur et un  militant ségrégationniste supposé.
Deux mois après la mort de King, il est arrêté, grâce aux empreintes relevées sur le fusil trouvé sur le lieu du crime, à l'aéroport de Londres-Heathrow le 8 juin 1968 alors qu'il essayait de quitter le Royaume-Uni aidé de sa femme avec un faux passeport canadien au nom de Ramon George Sneyd. Il s'était évadé du pénitencier d'État du Missouri (en) un an plus tôt (1967). Ayant avoué l'assassinat le 10 mars 1969, il se rétracte trois jours après. Sur le conseil de son avocat Percy Foreman, Ray choisit de plaider coupable afin d'éviter la peine de mort. Il est condamné à perpétuité.
Ray renvoie son avocat, clamant que les coupables du meurtre sont un certain « Raoul » et son frère Johnny qu'il a rencontrés à Montréal au Québec. Il raconte de plus qu'« il n'avait pas tiré personnellement sur King » mais qu'il pouvait « être partiellement responsable sans le savoir » ce qu'il dit au premier procès, indiquant une piste de conspiration. Il passe alors le reste de sa vie à tenter vainement d'annuler sa condamnation et à faire rouvrir le procès.
Le 10 juin 1977, peu après avoir témoigné devant le HSCA (commission d'enquête du Congrès américain) qu'il n'avait pas tué King, il s'évade avec six autres condamnés du pénitencier d’État de Brushy Mountain (en) au Tennessee (il figura dans la liste des dix fugitifs les plus recherchés du FBI). Il est recapturé le 13 juin et retourne en prison.

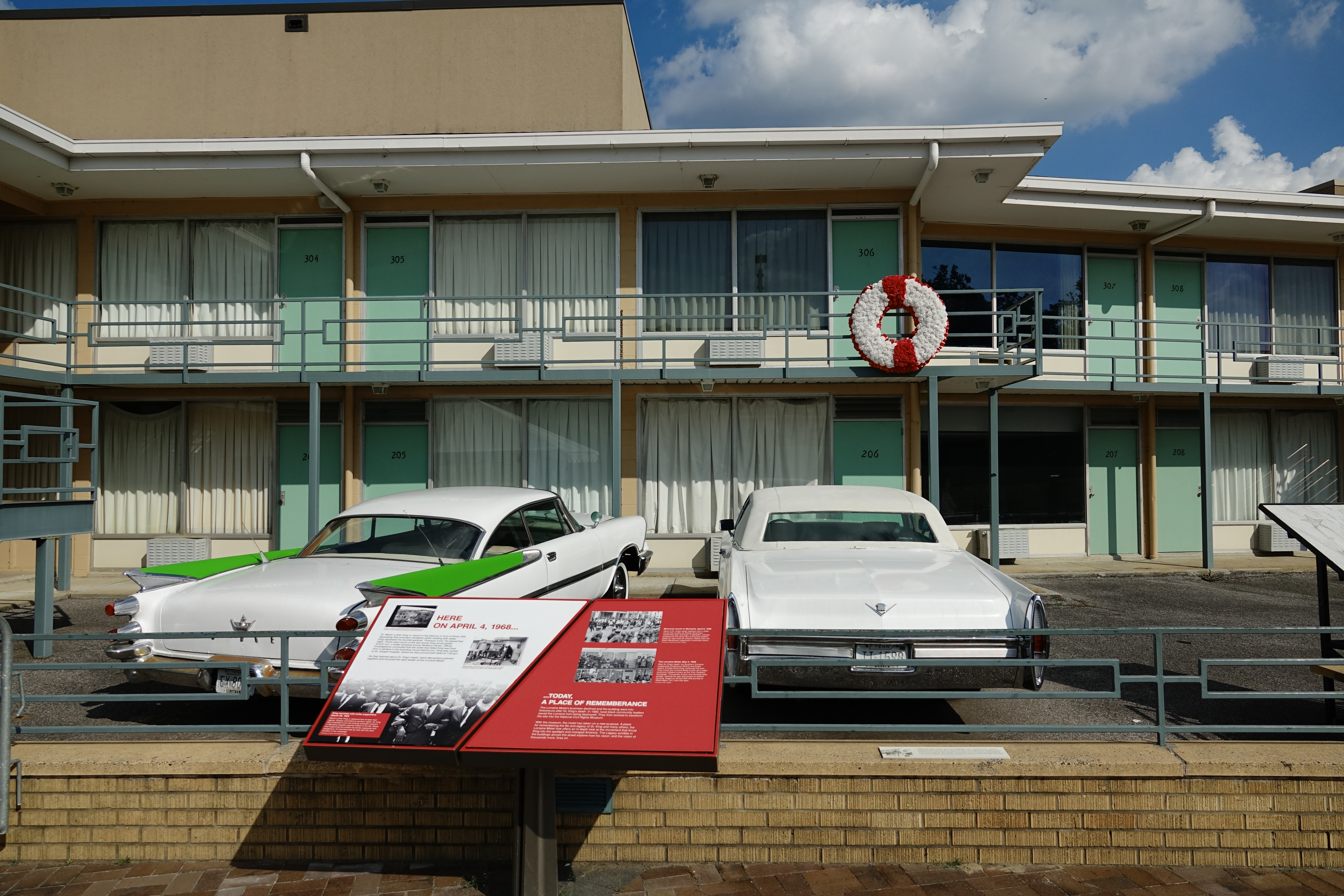
Le balcon du Lorraine Motel où a été assassiné Martin Luther King.

En 1999, un an après le décès de Ray à la suite d'une hépatite C, Coretta Scott King, la veuve de Martin Luther et le reste de la famille King gagnent un procès civil contre Loyd Jowers et « d'autres conspirateurs ». En décembre 1993, Jowers était apparu dans le Prime Time Live de ABC News et avait révélé des détails d'une conspiration impliquant la mafia et le gouvernement pour tuer King. Jowers raconte lors du procès avoir reçu 100 000 dollars pour organiser l'assassinat de Martin Luther King. Le jury de six Noirs et six Blancs juge Jowers coupable et mentionne que « des agences fédérales étaient associées » au complot de l'assassinat. À l'issue du procès, la famille de Martin Luther King ne croit pas que Ray ait quelque chose à voir avec l'assassinat de celui-ci.
En 2000, le département de la Justice des États-Unis termine une enquête sur les révélations de Jowers, mais ne trouve aucune preuve qui pourrait démontrer une conspiration. Le rapport d'enquête recommande qu'il n'y ait aucune nouvelle recherche tant que de nouveaux faits fiables n'auront pas été présentés.